# Franck Louissaint
Franck Louissaint (Aquin, 22 octobre 1949 – Pétion-Ville, 5 février 2021) est un peintre haïtien.

## Formation
Après ses études secondaires au Lycée Anténor Firmin de Port-au-Prince, Franck Louissaint suit des cours de dessin par correspondance puis au Centre d'art de Port-au-Prince (à partir de 1969), où il apprend le dessin, la composition et l'utilisation de la couleur.

## Carrière
À partir des années 1980, Louissaint enseigne au Centre d’art, puis à l’Ecole Nationale des Arts (ENARTS), dont il est depuis 1983 l’un des plus anciens professeurs. Il enseigne également au GOC (Faculté de génie et d’architecture).

## Œuvre
Franck Louissaint est l’auteur d’une œuvre d’une grande cohérence ; dès ses débuts, il adopte un style figuratif et une iconographie essentiellement tirée de scènes de la vie quotidienne en Haïti, urbaine et rurale. Très proche de l’hyperréalisme, Louissaint projette dans ses scènes un regard neutre et juste, sans folklorisme ni misérabilisme. Le traitement de la couleur et de la lumière, très sobre, donne à ses compositions une atmosphère qui, par certains aspects, évoque un lointain souvenir des peintres d’intérieur et de natures mortes du XVIIe siècle hollandais.